# João Monteiro (editor)
João P. Monteiro é um médico brasileiro, acadêmico e editor-chefe da Nature Medicine.

## Infância e educação
Monteiro nasceu no Brasil. Formou-se em medicina pela Universidade Federal do Rio de Janeiro, onde também obteve seu doutorado estudando os mecanismos de tolerância a autoantígenos em doenças autoimunes.

## Trabalhos
Após o seu doutoramento, Monteiro mudou-se para os Estados Unidos tendo sido premiado com uma bolsa de pós-doutoramento do The Pew Charitable Trust para estudar o reconhecimento de antígenos de células T e a dinâmica in vivo das respostas imunes no National Institutes of Health.
Em 2013, Monteiro ingressou na Cell, onde trabalhou como editor sênior de imunologia e medicina translacional até 2017. Em 2017, foi nomeado editor-chefe da Nature Medicine. Em 2021, ingressou no International Committee of Medical Journal Editors.

## Vida pessoal
Monteiro mora na cidade de Nova Iorque, nos Estados Unidos.